# Chutes de Hukou
Les chutes de Hukou  (chinois simplifié : 壶口瀑布 ; chinois traditionnel : 壺口瀑布 ; pinyin : Húkǒu Pùbù), est la plus grande cascade du fleuve Jaune, la deuxième plus grande cascade de Chine (après les chutes Huangguoshu au Guizhou), et la plus grande chute d'eau jaune du monde.

## Géographie
Les chutes sont partagées entre les provinces du Shanxi à l'est et du Shaanxi à l'ouest, à 165 km à l'ouest du comté de Fenxi et à 50 km à l'est du comté de Yichuan où le cours moyen du fleuve Jaune traverse le Grand Canyon de Jinxia.

## Description
La largeur des chutes varie avec la saison, généralement de 30 mètres de large, mais augmente jusqu'à 50 mètres pendant la saison des crues. Les chutes ont une hauteur totale de plus de 20 mètres. Lorsque le fleuve Jaune s'approche de la montagne Hukou, bloqué par des montagnes des deux côtés, sa largeur est brusquement réduite à 20-30 mètres. La vitesse de l'eau augmente, puis plonge au-dessus d'une ouverture étroite sur une falaise, formant une cascade de 15 mètres de haut et 20 mètres de large, comme si l'eau tombait d'une énorme bouilloire. D'où le nom de Húkǒu (littéralement, « bec de bouilloire »).
Juste en dessous de la cascade se trouve une pierre brillante appelée guǐshí (鬼石). Ce qui rend la pierre mystérieuse, c'est qu'elle monte et descend en fonction du niveau de l'eau. Peu importe la taille du volume d'eau, la pierre est toujours au moins en partie visible.
Au milieu de la rivière, à environ 3 000 mètres de la cascade Hukou, un énorme rocher attire l'attention des visiteurs. Lorsque le fleuve Jaune coule à ce point, se divise en deux, roulant et rugissant de part et d'autre du rocher avant de reconverger.
Sous la cascade se trouve le pont Qilangwo qui relie les deux provinces du Shanxi et du Shaanxi. Au soleil, la brume est réfractée par la lumière du soleil pour créer un arc-en-ciel enjambant l'eau comme un pont coloré.

## Hydrologie
Le débit varie de 1 000 à plus de 8 000 m3 s en période de crue.

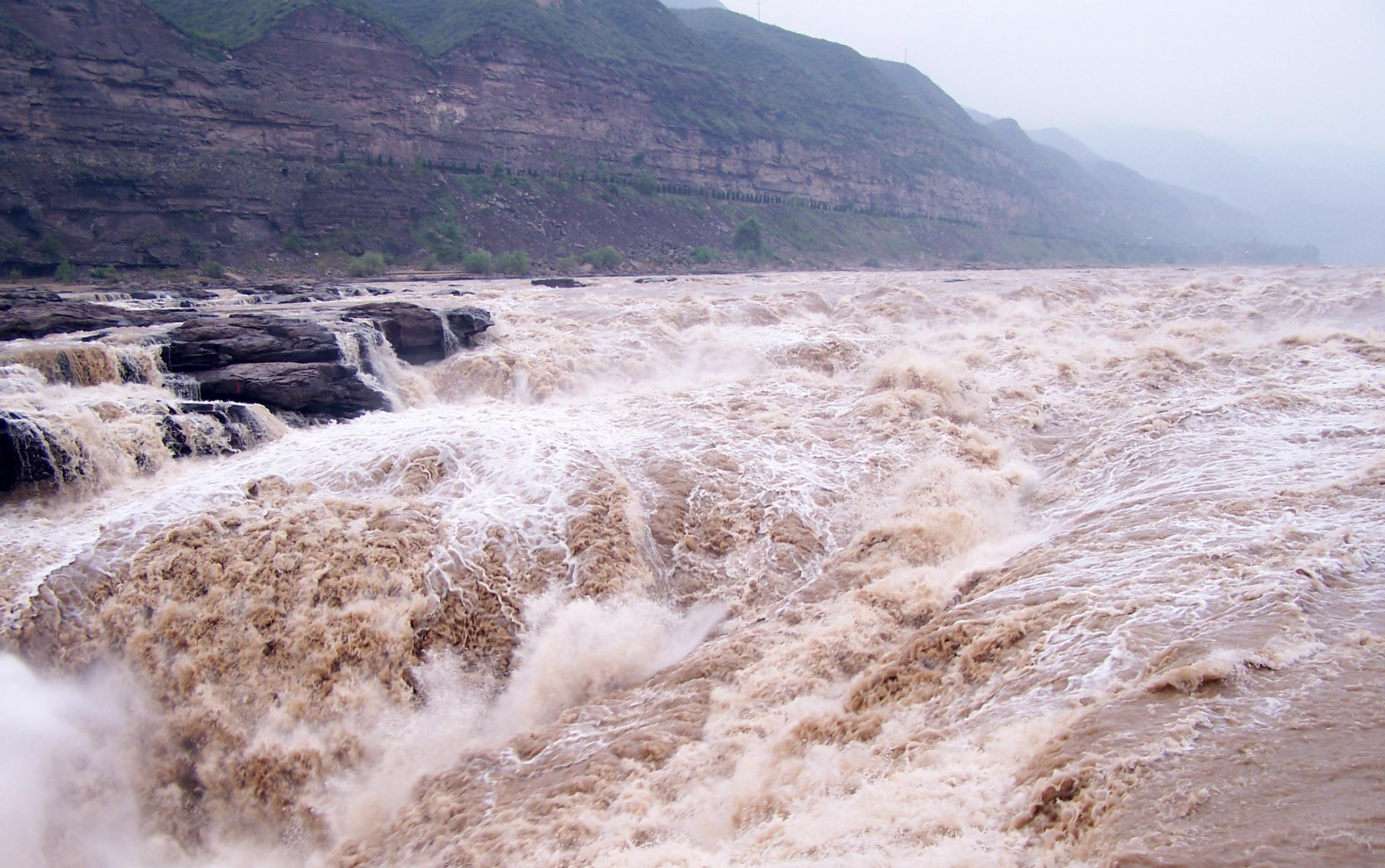
Les chutes de Hukou en 2005.

Pendant la saison de l'étiage en hiver, le débit de fleuve ne dépasse pas 300 m3 s et la surface du fleuve gèle, une cascade de glace géante se forme lorsque toute la surface de l’eau est gelée.

## Site touristique classé
Les chutes de Hukou sont un parc national depuis le  1er août 1988, une destination touristique nationale de niveau 4A et un parc géologique national.
En 1991, les chutes de Hukou ont été nommées l'un des « 40 meilleurs » sites touristiques nationaux.
En raison de sa localisation dans l'arrière-pays du plateau de loess, Hukou était autrefois très difficile d'accès. Après l'amélioration des transports et des installations touristiques par le gouvernement local, le nombre de touristes est passé de 20 000 en 1994 à 47 000 en 1995 pour atteindre 100 000 touristes en 1996.

## Représentation
Une image des chutes de Hukou peut être vue sur l'ancienne quatrième série de Renminbi du billet de banque 50 RMB.

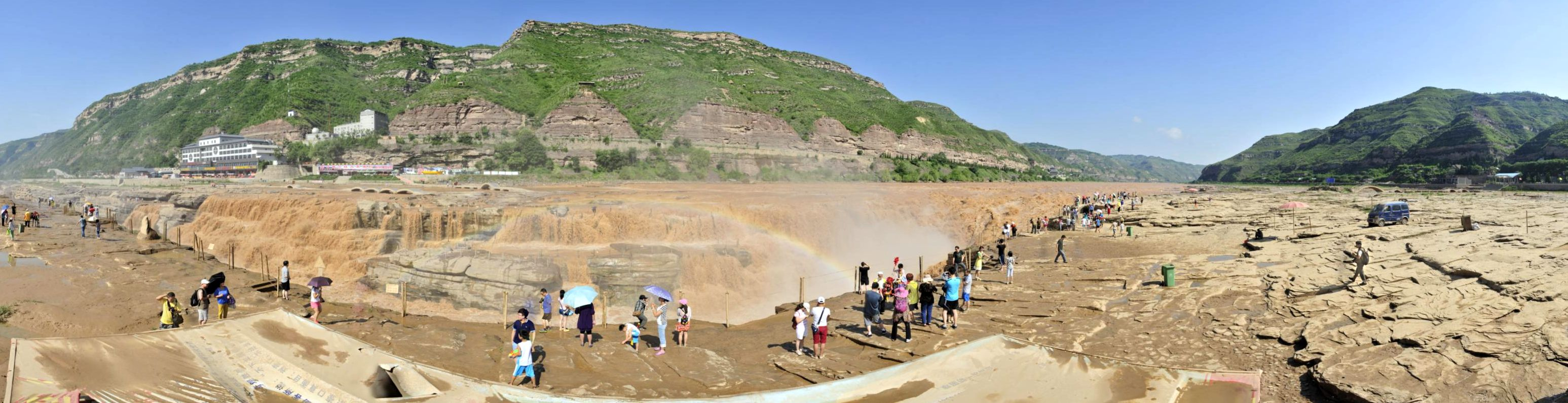
Panorama des chutes de Hukou en juillet 2014.